# Otite externe
 Mise en garde médicale

Un cas sévère d'otite externe. On note le rétrécissement du canal auditif externe et un écoulement purulent très abondant.

Les otites externes sont des inflammations se produisant dans le conduit auditif externe, délimité par le tragus en dehors et le tympan en dedans. Elles se manifestent par des œdèmes des tissus du canal, une vive douleur et parfois un suintement : l'otorrhée (qui devra faire éliminer une otite moyenne aiguë ou chronique). Les bactéries les plus souvent en cause sont le Staphylococcus Aureus, Streptococcus Pyogenes, Pseudomonas Aeruginosa. Plus rarement, il peut s'agir d'Aspergillus ou de Candida.

## Épidémiologie
L'incidence de la forme aiguë est d'environ 4 pour mille, celle de la forme chronique de l'ordre de 3 à 5%.

## Causes
Elle est infectieuse, bactérienne dans 9 cas sur 10 et fongique dans les autres cas. Les germes les plus souvent concernés sont le Pseudomonas aeruginosa, le staphylocoque doré et les streptocoques.

## Description
Fréquente et bénigne chez l'adulte, elle consiste en une inflammation diffuse, d'origine bactérienne ou mycosique, du derme et de l'hypoderme du méat acoustique externe. Elle se manifeste par un prurit, un inconfort, voire une douleur.

## Traitement
La prise en charge d'otite externe a fait l'objet de la publication de recommandations par l'« American Academy of Otolaryngology » mise à jour en 2014.
Le prélèvement local, pour identifier le germe responsable, n'est pas utile en première intention. 
Elle se traite par des soins locaux (hygiène et antibiotiques en gouttes auriculaires) pendant au moins une semaine, et plus si les symptômes persistent. L'acidification du conduit par l'instillation locale d'acide acétique a une efficacité comparable au traitement antibiotique local dans les formes peu graves. Les gouttes de corticoïdes sont plus efficaces que ces dernières. Il existe des gouttes auriculaires combinant les différents types de traitement.
La prescription d'antibiotiques par voie orale reste courante, même si elle ne fait pas partie des recommandations.
L'association de trois huiles essentielles (Lamigex) semble aussi efficace que la ciprofloxacine.

## Otite externe maligne
Bien plus grave mais aussi beaucoup plus rare, l'otite externe maligne survient essentiellement en cas de déficit immunitaire principalement  chez le diabétique mal équilibré, âgé, après une petite plaie du conduit auditif (nettoyage agressif des oreilles, ablation d'un bouchon de cérumen). Il se développe une infection à Pseudomonas aeruginosa (ou bacille pyocyanique) initialement limitée aux tissus sous-cutanés, et s'étendant rapidement au cartilage, à l'os, puis aux méninges et au cerveau. Le pronostic est médiocre (la mortalité peut atteindre 20 %), le traitement repose sur une triple antibiothérapie intraveineuse et sur la correction du déséquilibre glycémique.

## Saignements
Les saignements de l'oreille ne sont pas fréquents dans le cas d'une otite externe. Dans ce cas, consulter de préférence un ORL, et vérifier qu'il ne s'agit pas d'un zona otitique (cas rare).